# خالد سبيل
خالد سبيل (مواليد 22 يونيو 1987) لاعب كرة قدم إماراتي دولي سابق يجيد اللعب في الظهير الأيمن.
لعب سابقاً مع أندية النصر والجزيرة و الوصل ومثل منتخب الإمارات في كأس آسيا 2011 .

## مسيرته الكروية
لعب خالد سبيل خلال مسيرته الاحترافية مع 3 أندية في أربعة عشر موسمًا وسجل خلالها 3 أهداف ضمن 177 مباراة. حيث فاز في ثلاثة مواسم بالكأس وفي موسم واحد بالدوري.
خاض خالد سبيل مسيرته مع نادي النصر في موسم 2004–05 ليلعب معه أربعة مواسم، مشاركًا في 67 مباراة ولم يسجل أي هدف. ثم انتقل إلى نادي الجزيرة في موسم 2008–09 ليلعب معه ثمانية مواسم، حيث شارك في 102 مباراة سجل خلالها 3 أهداف. لينتقل بعدها إلى نادي الوصل في موسم 2016–17 ولمدة موسمين، مشاركًا في 8 مباريات ولم يسجل أي هدف.

## روابط خارجية
- خالد سبيل على موقع ناشيونال فوتبول تيمز (الإنجليزية)
- خالد سبيل على موقع Soccerway.com (الإنجليزية)